# Tolmera regulata
Tolmera regulata là một loài bướm đêm trong họ Geometridae.